# Protaetia excisithorax
Protaetia excisithorax är en skalbaggsart som beskrevs av Heller 1896. Protaetia excisithorax ingår i släktet Protaetia och familjen Cetoniidae. Inga underarter finns listade i Catalogue of Life.